# Hamilton-Funktion (Kontrolltheorie)
Die Hamilton-Funktion in der Theorie der optimalen Steuerungen wurde von Lew Pontrjagin als Teil seines Maximumprinzips entwickelt. Sie ähnelt der Hamilton-Funktion der Mechanik, aber unterscheidet sich doch von ihr. Pontrjagin zeigte, dass eine notwendige Bedingung für das Lösen eines Optimalsteuerungsproblems ist, dass die gewählte Steuerung die Hamilton-Funktion minimieren muss.

## Notation und Problemstellung
Eine Steuerung {\displaystyle u(t)} soll so gewählt werden, dass folgendes Zielfunktional minimiert wird
{\displaystyle J(u)=\Psi (x(T))+\int _{0}^{T}L(x,u,t)\mathrm {d} t}
wobei {\displaystyle x(t)} den Zustand des Systems beschreibt, welcher sich gemäß der Differentialgleichungen
{\displaystyle {\dot {x}}=f(x,u,t)\qquad x(0)=x_{0}\quad t\in [0,T]}
entwickelt, und die Steuerung {\displaystyle u(t)} folgenden Einschränkungen genügen muss
{\displaystyle a\leq u(t)\leq b\quad t\in [0,T].}
Des Weiteren ist {\displaystyle \Psi (x(T))} eine beliebige Funktion des Zielzustandes {\displaystyle x(T)} nach der Zeit {\displaystyle T} sowie {\displaystyle L(x,u,t)} die Lagrangefunktion, welche die Dynamik des betrachteten Systems beschreibt.

## Definition der Hamilton-Funktion
{\displaystyle H(x,\lambda ,u,t)=\lambda ^{T}(t)f(x,u,t)+L(x,u,t)\,}
wobei {\displaystyle \lambda (t)} die Lagrange-Multiplikatoren sind, deren Komponenten die adjungierten Zustände beschreiben.